# Квартет І

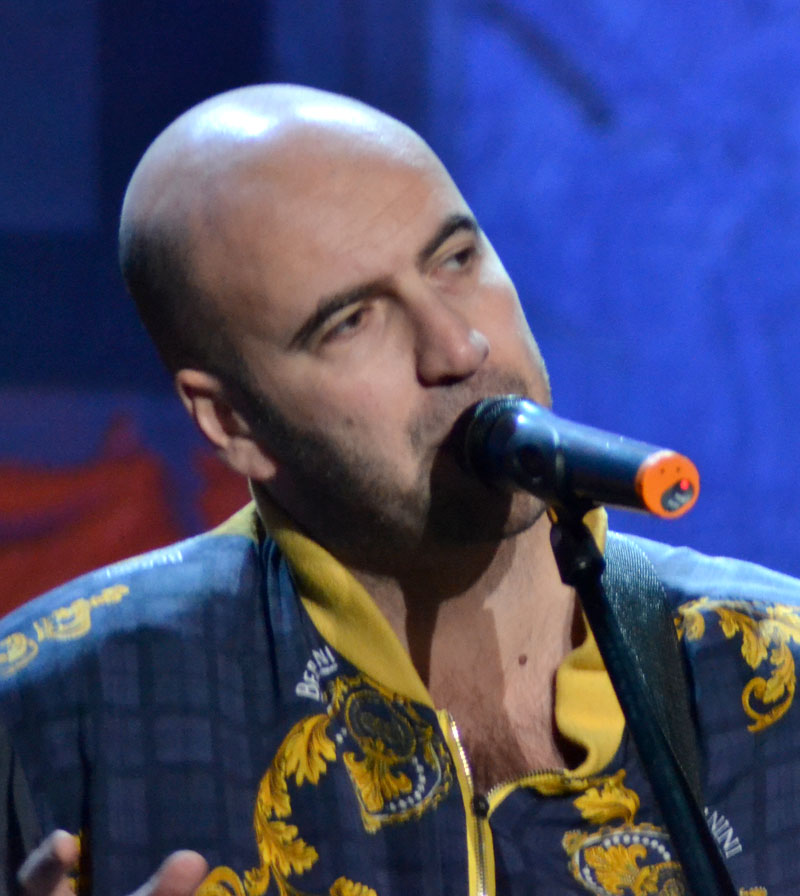
Ростислав Хаїт

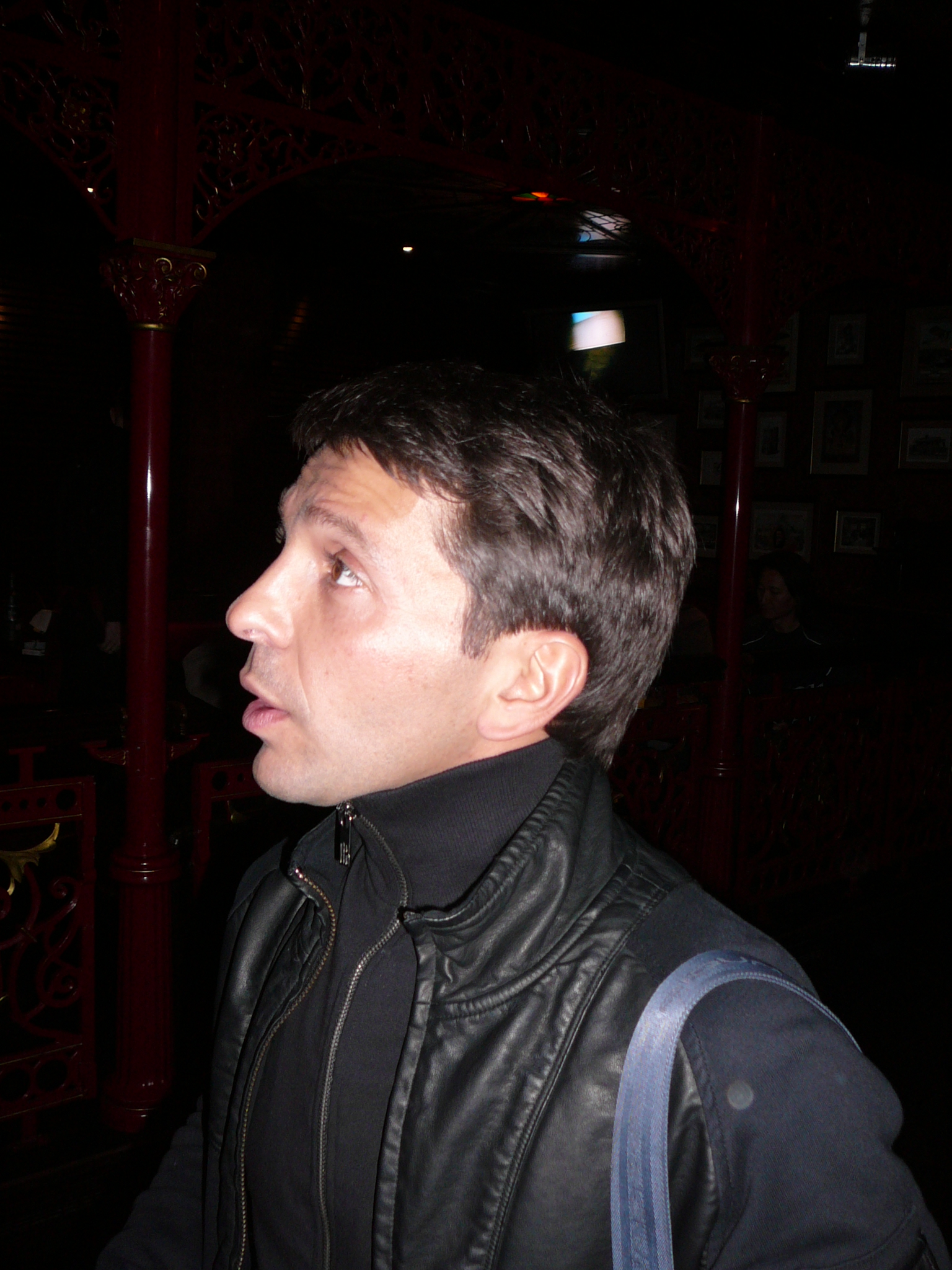
Леонід Барац

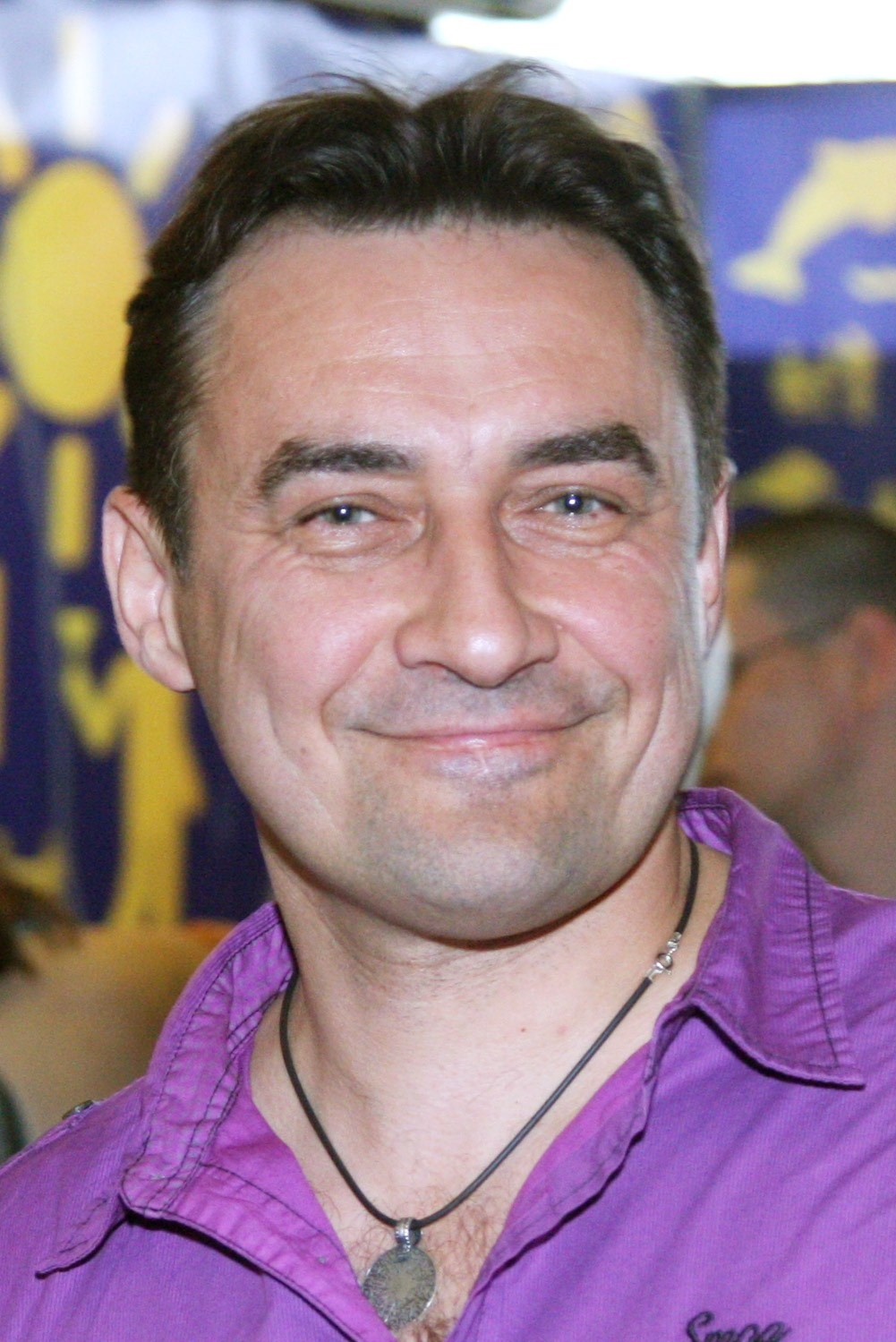
Каміль Ларін

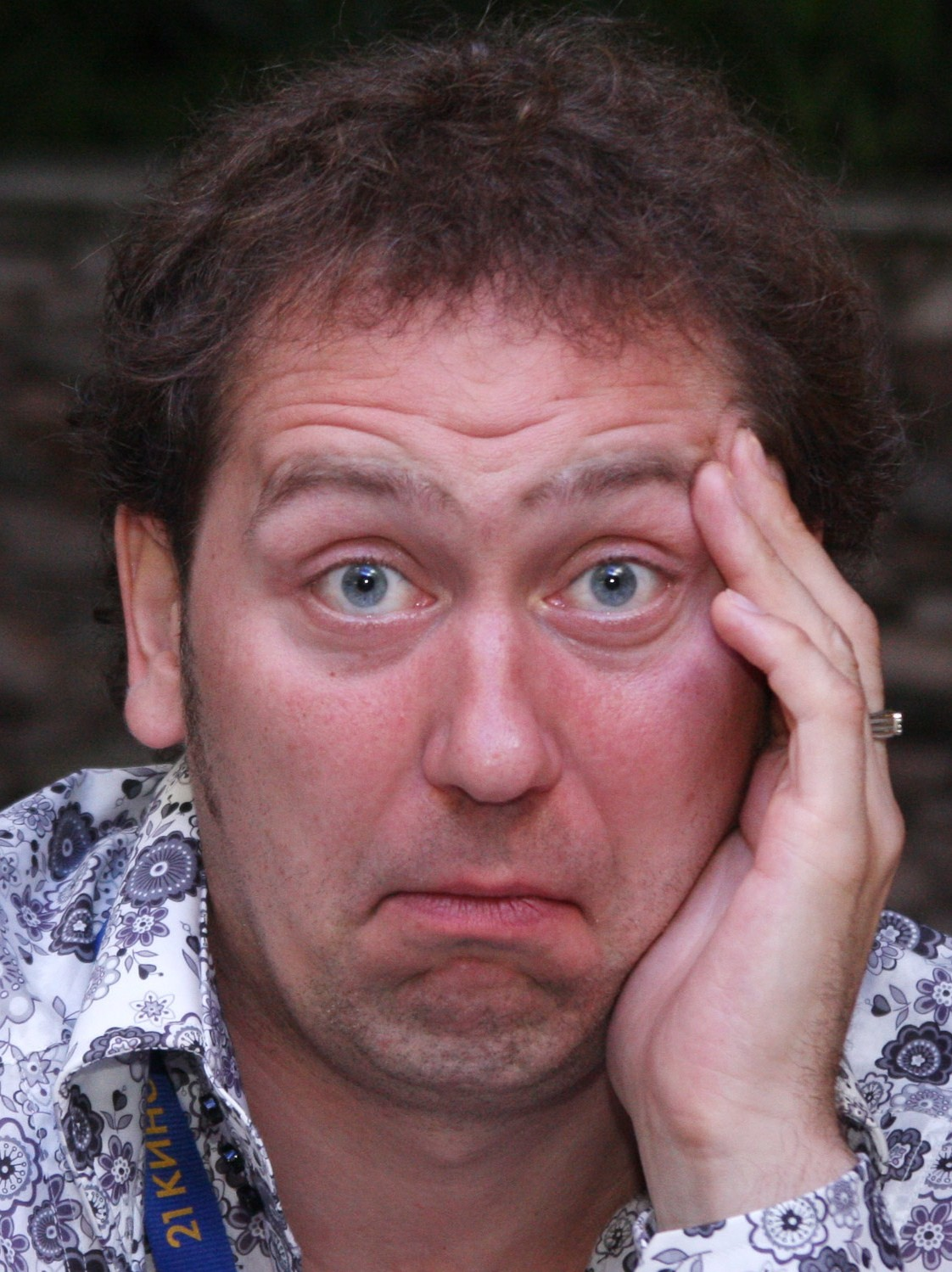
Олександр Демидов

Театр «Квартет І» (рос. «Квартет И») — московський (Росія) театр, створений в 1993 групою випускників естрадного факультету Державного інституту театрального мистецтва (рос. ГИТИСа).
Перший виступ театру відбувся на сцені ГІТІСу з комедію «Це тільки штампи», в основі якої лежали типові студентські жарти. «Квартет І» створив проект «Інший Театр», в якому актори грають не тільки комедії, але й драми.

## Учасники квартету

### Засновники квартету
- Ростислав Хаїт
- Леонід Барац
- Каміль Ларін
- Олександр Демидов
- Сергій Петрейков (директор)
- Олег Дмитрієв (конферансьє)

### Учасники Квартету І
- Анна Касаткіна
- Володимир Коровін
- Олександр Пишний
- Олексій Кортнєв
- Валдіс Пельш
- Михайло Козирєв
- Дмитро Мар'янов
- Максим Віторган
- Еммануїл Віторган
- Нонна Гришаєва
- Олександр Жигалкін
- Едуард Радзюкевич
- Клара Новикова
- Амалія&Амалія
- Валерій Баринов
- Олександр Цекало
- Ігор Золотовицький
- Григорій Данцігер

## Фільмографія
1. 2007: «День виборів»
2. 2008: «День радіо»
3. 2010: «Про що говорять чоловіки»
4. 2011: «Про що ще говорять чоловіки»
5. 2014: «Швидше за кроликів»
6. 2016: «День виборів 2»